# Ejer Bavnehøj
Ejer Bavnehøj (también escrito "Ejer Baunehøj") es el tercer punto natural más alto en Dinamarca (170,35 m). Queda en la parte meridional del municipio de Skanderborg, entre los pueblos de Riis y Ejer. En su cumbre hay una alta torre de 13 metros de alto, construida en 1924, que conmemora la reunión del sur de Jutlandia con el resto de Dinamarca después de la Primera Guerra Mundial.
Cerca de Ejer Bavnehøj queda Yding Skovhøj, otro alto punto, con una altura de 172,66 m sobre el nivel del mar pero esto incluye un túmulo de la Edad de Bronce construido por el hombre. Sin el túmulo de la Edad de Bronce Yding Skovhøj es un poco más baja que el punto de Dinamarca más alto no hecho por el hombre, Møllehøj, que tiene 170,86 m de alto, 51 cm más alto que Ejer Bavnehøj.

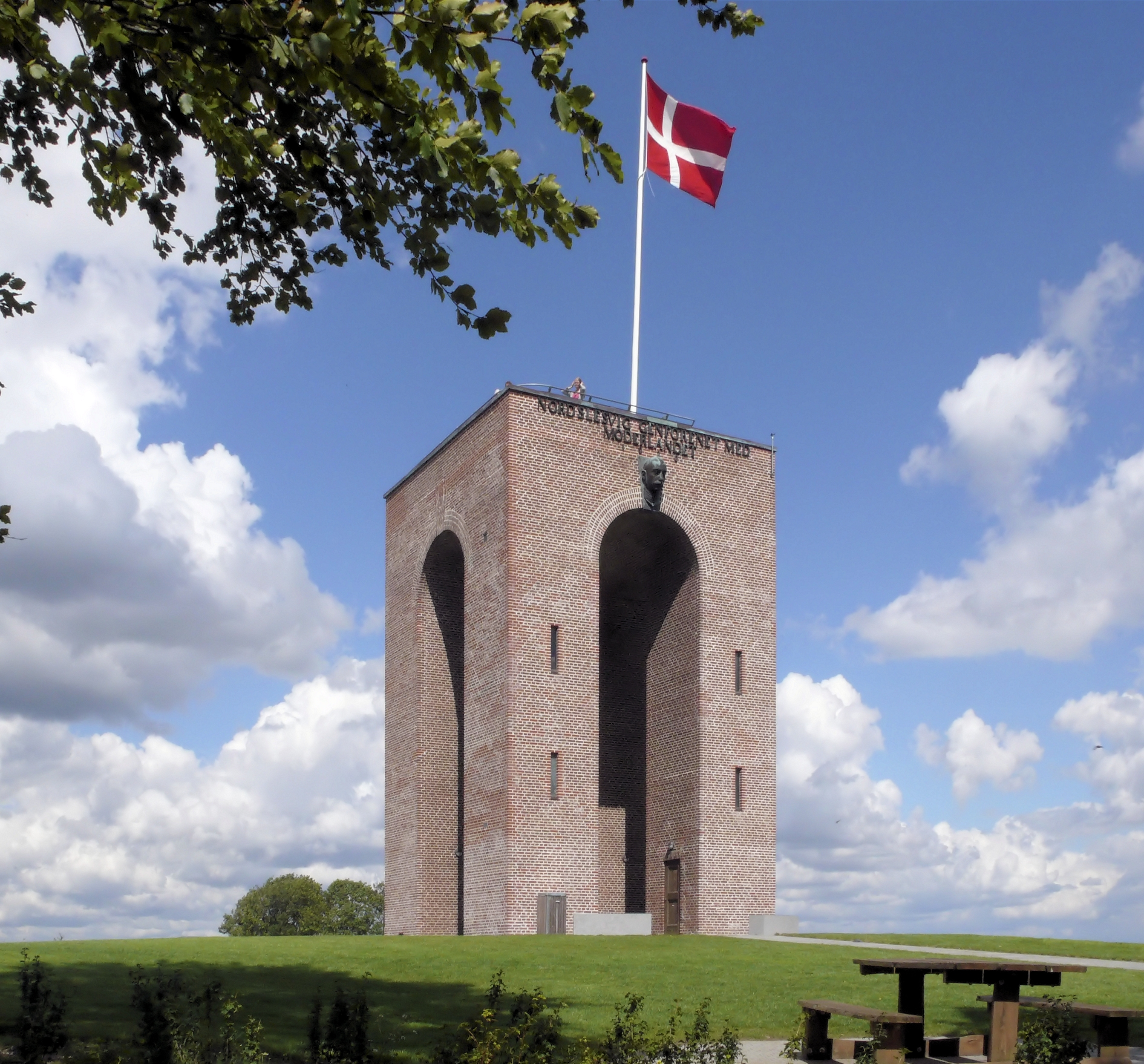
La torre solve Ejer Bavnehøj

Históricamente Ejer Bavnehøj fue en su mayor parte conocido como un lugar para un faro cuando se encendías señales de fuego para advertir a los militares y la población local si el enemigo venían de camino. Ejer significa propietario. La segunda parte del nombre, "Bavnehøj", puede literalmente ser traducido como Bavne lo que significa Faro y Høj de la palabra en nórdico antiguo haugr que significa colina.  